# Здание парламента (Мальта)
Здание парламента Мальты — место заседаний парламента Мальты, расположенное в Валлетте. Здание было построено в период с 2011 по 2015 год по проекту Ренцо Пиано в рамках проекта «Городские ворота», который также включал строительство новых городских ворот и реконструкцию руин бывшего  Королевского Оперного театра в театр под открытым небом. Строительство здания парламента вызвало значительные споры, главным образом из-за его дизайна и стоимости, которая составила около 90 миллионов евро.
С 1921 по 1976 год местом заседаний парламента Мальты была ковровая палата дворца гроссмейстеров в Валлетте. В 1976 году им стала бывшая оружейная палата того же дворца, а с 4 мая 2015 года современное здание.

## Местоположение
Здание парламента Мальты расположено на улице Республики рядом с городскими воротами, около Сент-Джеймсского кавальера и руин Королевского Оперного театра, а также напротив торговых рядов и Палаццо-Феррерия.
На месте, которое в настоящее время занимает здание парламента, первоначально находилась жилая застройка, а позже станция Валлетта Мальтийской железной дороги. В 1960-х годах в рамках проекта по реконструкции облика входа в старый город станция и окружающие её здания были снесены. Этот район был превращён в открытое пространство, получившее название Площадь Свободы (мальт. Misraħ il-Ħelsien), которое окружали торговые ряды. Первоначально площадь была довольно простой по планировке, в связи с чем и использовалась преимущественно как автостоянка.
Со временем часть площадь снова застроили, к настоящему времени от неё остался только небольшой фрагмент прямоугольной формы, сохранивший старое название. Теперь она простирается от угла Палаццо Феррерия до первой колонны перед зданием парламента и до Испанской лестницы рядом с городскими воротами.

## Проектирование и строительство

### Планирование
Возведение нового здания парламента было частью проекта «Городские ворота», реализация которого предусматривала частичное изменение облика входа в старый город, и в ходе которого предусматривался снос четвёртых городских ворот и аркады на площади Свободы, а также строительство пятых городских ворот и здания парламента. Кроме того, руины Королевского Оперного театра были реконструированы в театр под открытым небом. Проект городских ворот был разработан итальянским архитектором Ренцо Пиано, и эти планы были обнародованы 27 июня 2009 года. Корпорация Grand Harbour Regeneration Corporation заплатила Пиано 6,6 миллионов евро за его работу над проектом.

### Строительство
Снос аркад на площади Свободы начался в октябре 2010 года. Земляные работы для фундамента здания парламента начались вскоре после завершения сноса. В начале 2011 года первоначальный план был изменён с перемещением лестницы, расширением одного из блоков и изменениями в конструкции жалюзи на фасаде, строительство которого началось позже в том же году, а стальной каркас сооружения был завершён к началу 2012 года. В этот момент его начали покрывать известняком, который был добыт в Гоцо и разрезан на определённые формы в Италии, прежде чем отправить обратно на Мальту. Каждый день на стройке находилось от 120 до 150 рабочих, и строительство обошлось более чем в 90 миллионов евро.
Первоначально срок завершения проекта был определён как ноябрь 2012 года или начало 2013 года. Предполагаемая дата завершения строительства была продлена до сентября 2013 года, а затем и до сентября 2014 года. Подрядчики не уложились в сроки, и к концу 2014 года строительство всё ещё не было завершено. В конечном итоге он был завершён в 2015 году.

### Открытие
Здание парламента было официально открыто президентом Мари-Луизой Колейро Прека 4 мая 2015 года. Члены парламента и другие гости собрались в старой палате дворца гроссмейстеров и направились к новому зданию в сопровождении оркестра полиции. Колейро Прека назвала торжественное открытие здания парламента «важной вехой в парламентской истории Мальты», поскольку это первое специально построенное здание парламента на Мальте. Первое заседание состоялось позже в тот же день.
Большая часть здания была закрыта по соображениям безопасности, но постоянная экспозиция на первом этаже была открыта для публики.
1 августа 2015 года Ренцо Пиано посетил здание парламента впервые с момента его открытия..

### Критика
Строительство здания парламента, наряду с остальной частью проекта городских ворот, было спорным. Критики сочли это ненужным проектом, предложив восстановить Форт Сент-Эльмо или один из больших полуразрушенных дворцов в городе и превратить его в здание парламента за небольшую часть стоимости строительства нового здания. Некоторые утверждали, что площадь не должна была быть застроена, так как это было одно из немногих открытых мест в Валлетте. Другие критиковали современный дизайн самого здания, в том числе депутат от Лейбористской партии Кармело Абела, который назвал здание парламента «уродливым зданием, построенным на сваях».
Конструкция здания, в частности система облицовки, сравнивалась широкой публикой с голубятней (мальт. Barumbara tal-ħamiem) или с тёркой. Облицовка была предназначена для того, чтобы на самом деле представлять соты, поскольку название Мальты происходит от Мелита (старый античный город), что означает мёд. Ультрасовременный дизайн, который сильно контрастирует с остальной частью Валлетты, зашёл так далеко, что ЮНЕСКО поставило под сомнение звание города как объекта Всемирного наследия.. В 2015 году здание было включено в список «лучших (и худших) новостроек мира» газеты The Telegraph, хотя газета не указала, в какую категорию попало здание.

## Структура
Здание парламента состоит из двух блоков, соединённых между собой мостами, в одном из которых находится палата парламента. Эти два квартала расположены отдельно, чтобы не заслонять вид на Сент-Джеймский кавальер с улицы Республики. Каждый блок имеет три этажа. Сооружение состоит из стального каркаса, облицованного Гоцианским известняком. Каменные плиты высечены таким образом, что кажется, будто они были разрушены самой природой.
Здание парламента является зданием с нулевым выбросом энергии, так как тепловая энергия извлекается или отдаётся в массу породы внизу. Это используется для обогрева и охлаждения здания, избегая любой системы охлаждения или котлов.